# Katsuki Kiyoshi
Katsuki Kiyoshi (kanji: 香月 清司, hiragana: かつき きよし, Hán Việt: Hương Nguyệt Thanh Ti), sinh ngày 6 tháng 10 năm 1881, mất ngày 29 tháng 11 năm 1950, là một vị tướng của Lục quân Đế quốc Nhật Bản, tham gia Chiến tranh Trung-Nhật.

## Tiểu sử
Katsuki quê quán ở tỉnh Saga. Ông tốt nghiệp khóa 14 Trường Sĩ quan Lục quân (Đế quốc Nhật Bản) vào năm 1902 và khóa 24 trường Đại học Lục quân (Đế quốc Nhật Bản) năm 1912. Thăng Đại tá trong lực lượng bộ binh năm 1923, năm sau ông trở thành chỉ huy Trung đoàn 60 Bộ binh và năm 1925 chỉ huy Trung đoàn 8 Bộ binh. Năm 1929, Katsuki được thăng chức Thiếu tướng và nhận lệnh chỉ huy Lữ đoàn 30 Bộ binh.
Năm 1933, được thăng chức Trung tướng, giữ chức Hiệu trưởng Trường Bộ binh Lục quân. Từ năm 1935-1936, Katsuki chỉ huy Sư đoàn 12, Lục quân Đế quốc Nhật Bản, và sau đó từ năm 1936-1937 chỉ huy Sư đoàn Cận vệ.
Đầu năm 1937, ông trở thành Phó Tổng thanh tra quân huấn cho đến ngày 12 tháng 7 năm 1937, ông được gọi đến chỉ huy Quân đoàn Thường trực Trung Quốc thay cho Trung tướng Kanichiro Tashiro, người đã qua đời đột ngột vài ngày sau khi diễn ra Sự kiện Lư Câu Kiều.
Từ ngày 26 tháng 8 năm 1937, được giao chỉ huy Quân đoàn 1, Lục quân Đế quốc Nhật Bản. Trong Chiến tranh Trung-Nhật, Katsuki là chỉ huy quân Nhật ở Hà Bắc, bao gồm tuyến đường sắt Bắc Kinh - Hán Khẩu. Ông vẫn chỉ huy Quân đoàn 1 IJA đến ngày 30 tháng 8 năm 1938, ông được triệu về làm thành viên ở Văn phòng Tổng tham mưu Quân đội Hoàng gia ở Tokyo. Hai tháng sau ông nghỉ hưu từ bỏ mọi chức vụ.